# Armando Filiput
Armando Filiput  (né le 19 décembre 1923 à Ronchi dei Legionari et mort le 30 mars 1982 dans la même ville) est un athlète italien, spécialiste du 400 mètres haies.

## Carrière
Lors des Championnats d'Europe de 1950, à Bruxelles, Armando Filiput remporte le titre continental du 400 m haies dans le temps de 51 s 9, devant le Soviétique Yuriy Lituyev et le Britannique Harry Whittle, et décroche par ailleurs la médaille d'argent dans l'épreuve du relais 4 × 400 m. Le 8 septembre 1950, à Milan, l'Italien égale le record d'Europe du 400 m haies codétenu par l'Allemand Friedrich-Wilhelm Hölling et le Français Jean-Claude Arifon. 
Il se classe sixième et dernier des Jeux olympiques de 1952 en 54 s 4.
Sur le plan national, Armando Filiput enlève sept titres de champion d'Italie du 400 m haies en 1946, 1949, 1950, 1951, 1952, 1953 et 1954.

### Palmarès
| Date | Compétition           | Lieu      | Résultat | Épreuve     |
| ---- | --------------------- | --------- | -------- | ----------- |
| 1950 | Championnats d'Europe | Bruxelles | 1er      | 400 m haies |
| 1950 | Championnats d'Europe | Bruxelles | 2e       | 4 × 400 m   |
| 1952 | Jeux olympiques       | Helsinki  | 6e       | 400 m haies |

### Records
| Épreuve     | Performance | Lieu | Date |
| ----------- | ----------- | ---- | ---- |
| 400 m haies | 51 s 6      |      | 1950 |